# مقلوب عدد

دالة المقلوب: y = 1/x. بالنسبة لأي عدد حقيقي x باستثناء 0, y يمثل مقلوبه.

في الرياضيات، مقلوب عدد أو معكوس ضربي (بالإنجليزية: Reciprocal أو Multiplicative inverse) هو العدد الذي إذا ضُرب بالعدد الأصلي يعطي القيمة 1، العنصر المحايد بالنسبة إلى عملية الضرب.
يرمز لمقلوب العدد x بالرمز 1x أو x −1.
مقلوب العدد {\displaystyle {\tfrac {a}{b}}} هو {\displaystyle {\tfrac {b}{a}}}. على سبيل المثال، مقلوب 5 هو 1/5.

## الأعداد المركبة
مقلوب عدد مركب z = a + bi مخالف للصفر هو
{\displaystyle {\frac {1}{z}}={\frac {\bar {z}}{z{\bar {z}}}}={\frac {\bar {z}}{\|z\|^{2}}}={\frac {a-bi}{a^{2}+b^{2}}}={\frac {a}{a^{2}+b^{2}}}-{\frac {b}{a^{2}+b^{2}}}i.}
بالنسبة إلى عدد مركب كتب في شكله القطبي z = r(cos φ + i sin φ)، مقلوبه هو :
{\displaystyle {\frac {1}{z}}={\frac {1}{r}}\left(\cos(-\varphi )+i\sin(-\varphi )\right).}